# Otto Lummer
Otto Richard Lummer (Gera, 17 de Julho de 1860 — Breslau, 5 de Julho de 1925) foi um físico alemão.
Realizou estudos sobre luminotecnia e o espectro do corpo negro.

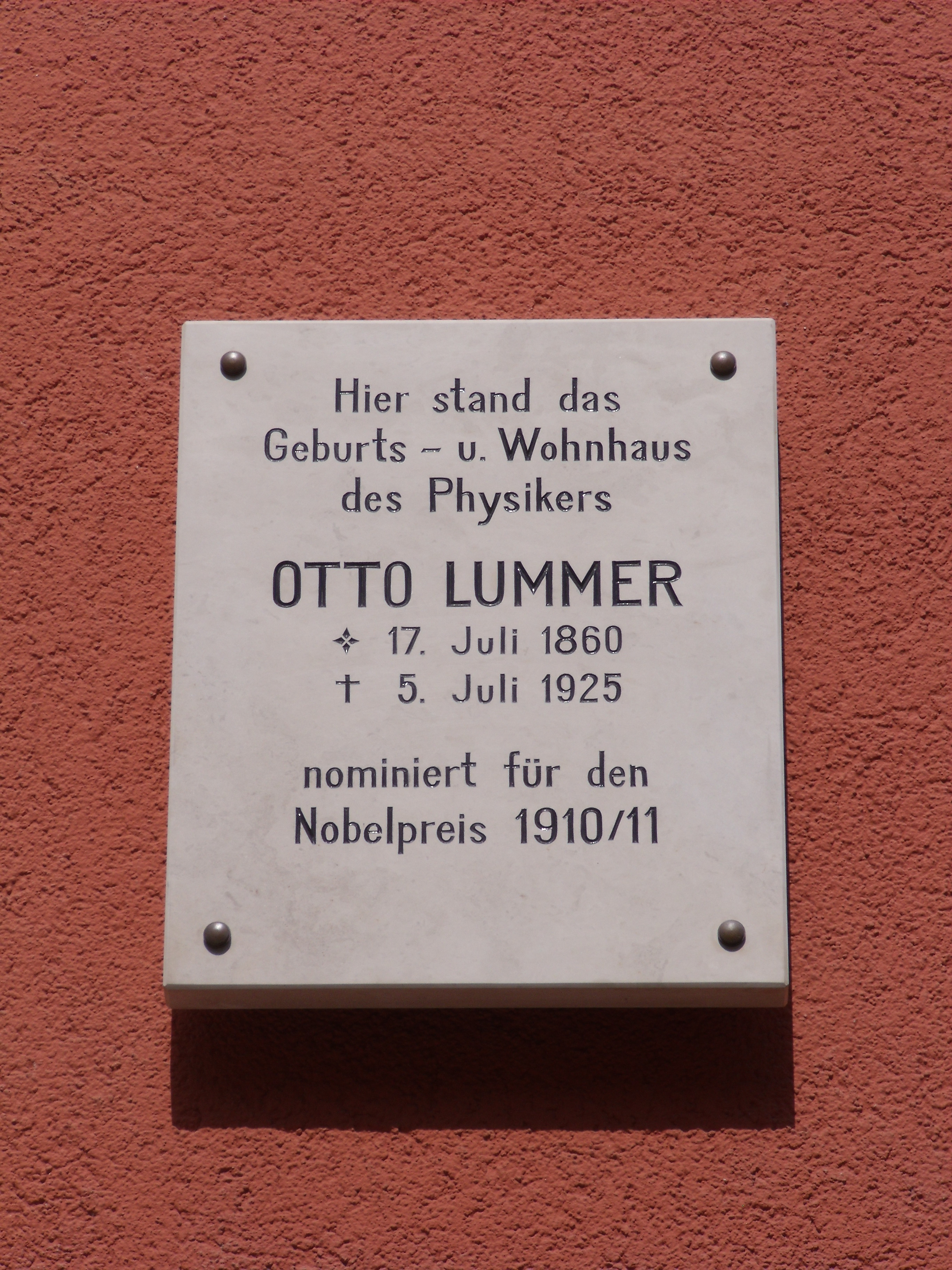
Placa comemorativa no antigo local de nascimento e moradia de Lummers em Gera, Schloßstraße 6

Lummer estudou em diversas universidades da Alemanha, sendo em 1884 assistente de Hermann von Helmholtz em Berlim. Lá trabalhou na Physikalisch-Technische Bundesanstalt, onde foi professor a partir de 1894. Em 1904 tornou-se professor em Breslau.

## Obras
- Grundlagen, Ziele und Grenzen der Leuchttechnik (Auge und Lichterzeugung), Oldenbourg Verlag, Munique, Berlim, 1918